# Олигохименофоры
Олигохименофоры (лат. Oligohymenophorea) — класс простейших из типа инфузории.

## Описание
Цитостом располагается обычно во впадине. Основу ротового аппарата составляет структура, называемая тетрахимениум, которая состоит из трёх оральных поликинетид на левой стороне цитостома и околоротовой ундулирующей мембраны. У паразитических форм реснички тетрахимениума редуцированы. Реснички на теле расположены рядами.

## Экология
В класса встречаются как свободноживущие, так и облигатно симбиотические формы. Виды рода Trichodina являются паразитами рыб. В жизненном цикле могут быть несколько функциональных стадий.

## Классификация
Класс разделяют на 7 подклассов:
- Apostomatia Chatton & Lwoff, 1928
- Astomatia Schewiakoff, 1896
- Hymenostomatia Delage & Hérouard 1896
- Peniculia Fauré-Fremiet in Corliss, 1956
- Peritrichia Stein, 1859
- Scuticociliatia Small, 1967
- Urocentria Wang et al., 2021